# Michael Albasini
Michael Albasini (1980. december 20. –) svájci profi kerékpáros. A GreenEDGE egykori versenyzője. A Vuelta a Españán 1 szakaszt nyert.. A 2012-es Katalán körverseny győztese.
2020. december 31-én visszavonult a versenyzéstől.

## Sikerei
| 2002 - Svájci országúti-bajnokság, U23-mezőnyverseny - 1. hely 2004 - Giro d’Italia - 88., Összetett versenyben 2005 - Tour de Suisse - 1., 5. szakasz - Pontverseny győztese - Tour de France - 147., Összetett versenyben 2006 - Tour de Suisse - Pontverseny győztese - Hegyi pontverseny győztese - Tour de France - 117., Összetett versenyben 2007 - Tour de France - 59., Összetett versenyben 2008 - Fléche Wallone - 7. hely 2009 - Baszk körverseny - 1., 4. szakasz - Fléche Wallone - 9. hely - Tour de Suisse - 1., 5. szakasz - Osztrák körverseny - Összetett verseny győztese - 1., 2. szakasz | 2010 - Fléche Wallone - 10. hely - Giro d’Italia - 123., Összetett versenyben - Tour of Britain - Összetett verseny győztese - 1., 3. szakasz 2011 - Baszk körverseny - Hegyi pontverseny győztese - Bayern-Rundfahrt - 1., 3. szakasz - Vuelta Espana - 121., Összetett versenyben - 1., 13. szakasz 2012 - Fléche Wallone - 2. hely - Katalán körverseny - Összetett verseny győztese - 1., 1. szakasz - 1., 2. szakasz - Tour de Suisse - 1., 8. szakasz |

## Külső hivatkozások
- Hivatalos oldal